# Club Life (film 1986)
Club Life è un film del 1986 diretto da Norman Thaddeus Vane.

## Trama
Un giovane di nome Cal si reca a Hollywood a cercare fortuna, facendosi assumere come buttafuori in una discoteca, ma si ritrova coinvolto nel giro della droga e anche in un duplice omicidio dove sono stati uccisi il suo capo e un altro buttafuori.